# عشرة على عشرة (فلم)
عشرة على عشرة فيلم مصري من إنتاج سنة 1985م، بطولة يحيى الفخراني ومديحة كامل، وإخراج محمد عبد العزيز.

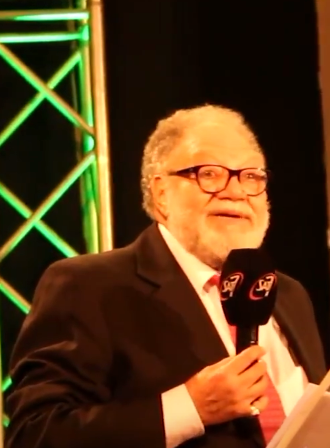
يحيى الفخراني في دور الدكتور طلبة

## قصة الفيلم
يعيش الدكتور طلبة (يحيى الفخراني) حياة بالغة الاستقرار مع زوجته ابنة عمه عايدة (زيزي مصطفى) وأولاده وشقيقه علاء الطالب الجامعي (عماد رشاد)، يتعرف على نانا الفتاة المستهترة التي نشأت في أسرة منحلة (مديحة كامل)، يشعر أن نانا أدخلت البهجة إلى حياته الجافة فينفق عليها ببذخ ويهمل عمله وأسرته دون أن تساور الشكوك امرأته، يسافران إلى الإسكندرية رغم تحذيرات أخيه.

## أبطال الفيلم
- يحيى الفخراني (الدكتور طلبة)
- مديحة كامل (نانا)
- عماد رشاد (علاء شقيق طلبة)
- زيزي مصطفى (عايدة زوجة طلبة)
- حاتم ذو الفقار (ممدوح)
- ممدوح وافي (هاني صديق نانا)

## روابط خارجية
- مقالات تستعمل روابط فنية بلا صلة مع ويكي بيانات